# Marienhospital Stuttgart
Das Marienhospital Stuttgart ist ein katholisches Krankenhaus der Zentralversorgung und akademisches Lehrkrankenhaus der Universität Tübingen. Für die Notfallversorgung ist das Krankenhaus umfassend ausgestattet, ein Hubschrauberlandeplatz ist auf dem Dach. Die Notfallversorgung wird in der Klinik für Notfallmedizin (Notaufnahme) gebündelt. Ihr zur Seite steht die Klinik für Anästhesiologie, operative Intensivmedizin und Schmerzmedizin. Das Marienhospital wird regelmäßig mit Qualitätszertifikaten ausgezeichnet. Träger des Marienhospitals ist die Ordensgemeinschaft der Barmherzigen Schwestern vom hl. Vinzenz von Paul in Untermarchtal.

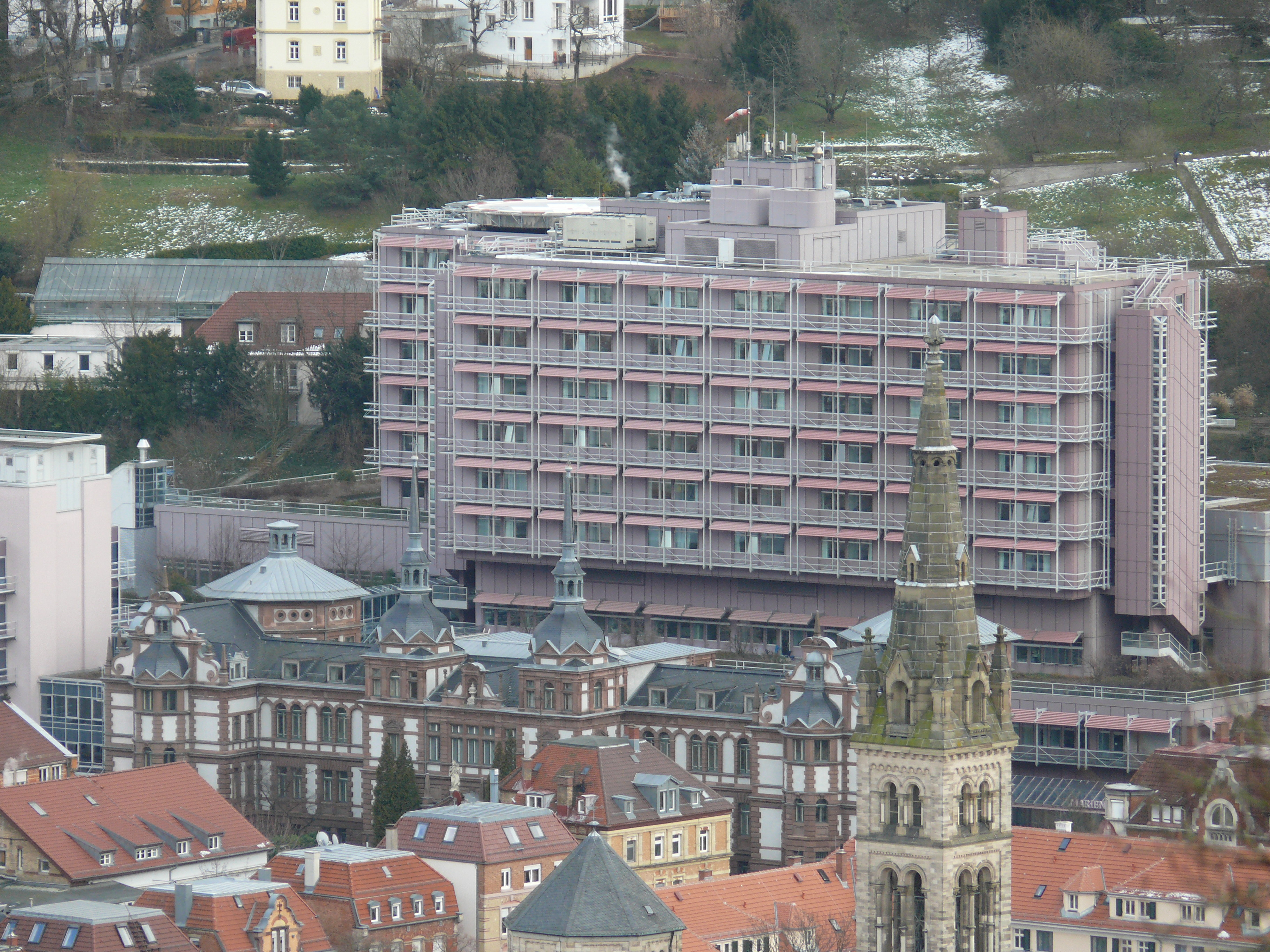
Blick auf das Marienhospital in Stuttgart, mit dem Altbau von 1942 im Vordergrund und dem Bettenhaus im Hintergrund

## Geschichte
Das Krankenhaus wurde 1890 von den Barmherzigen Schwestern vom heiligen Vinzenz von Paul, den sogenannten Vinzentinerinnen, gegründet. In dem heute noch bestehenden, nach Entwurf des Stuttgarter Architekten Robert von Reinhardt ausgeführten Neorenaissance-Ursprungsbau eröffnete die Genossenschaft der Barmherzigen Schwestern ihr Krankenhaus mit zunächst neunzig Betten.

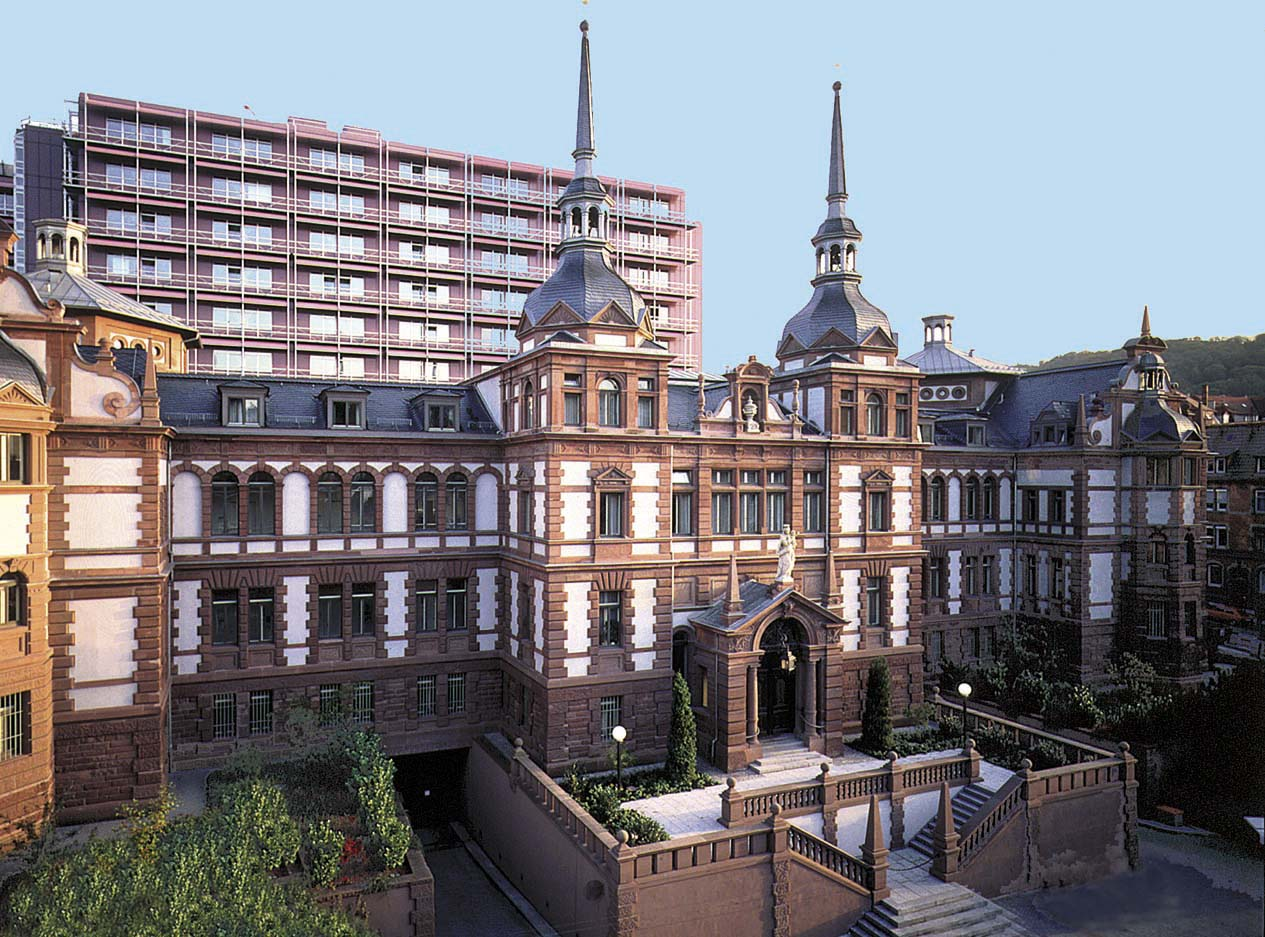
Ursprungsbau Marienhospitals

Das Engagement der römisch-katholischen Schwesternschaft wurde im protestantisch geprägten Stuttgart zunächst kritisch aufgenommen. Auch die Gestaltung des Hauses, das teilweise aus mit Genehmigung des württembergischen Königs Karl durchgeführten Lotterien finanziert wurde, fand als „zu luxuriös“ Kritik in der Öffentlichkeit. Aus den Erlösen der Lotterien und weiteren Spenden der Bevölkerung konnte der Bau schließlich mit einem Budget von 446.000 Mark ausgeführt werden. Das Gebäude wurde am 21. Juni 1890 eingeweiht. Bei einer Kapazität von 90 Betten wurden im Jahr 1891 knapp 560 Patienten behandelt. Drei Jahre später hatte sich die Zahl verdoppelt. Bereits in den 1890er Jahren standen daher die ersten baulichen Erweiterungen an. Hinter dem ersten Gebäude an der Böheimstraße wurde 1894 das Haus St. Joseph mit weiteren 45 Betten eröffnet. 1897 entstand das Haus St. Vinzenz mit weiteren 60 Betten, 1902 folgte das Haus St. Paul.
In der Endphase des Ersten Weltkriegs wurde das Marienhospital ein Lazarett, es versorgte ausschließlich Soldaten, wurde vom Roten Kreuz betrieben und stand der zivilen Bevölkerung bis Anfang der 1920er Jahre nicht zur Verfügung. Im Jahr 1923 setzte eine verstärkte medizinische Spezialisierung ein, Abteilungen für HNO- und Innere Medizin wurden aufgebaut. In der Zwischenkriegszeit erhöhte sich die Bettenanzahl von 350 auf 525, was vor allem durch die Errichtung weiterer Gebäude und die Erweiterung der bestehenden Bauten ermöglicht wurde. Ab 1933 wurde der zunehmende Druck, dem kirchliche Einrichtungen durch die nationalsozialistische Regierung ausgesetzt waren, auch für das Marienhospital spürbar. Zunächst ging die Patientenzahl zurück, da angeordnet wurde, dass Kassenpatienten nur noch in staatlichen Krankenhäusern versorgt werden durften. Gleichzeitig stieg die Anzahl jüdischer Patienten kontinuierlich an – von 90 im Jahr 1933 bis zu 198 im Jahr 1938. Bei Kriegsbeginn 1939 wurde das Krankenhaus von der Wehrmacht beschlagnahmt und wieder in ein Lazarett für die Versorgung verwundeter Soldaten umgewidmet sowie die Versorgung jüdischer Patienten untersagt. Im Jahr 1941 wurde der Vinzentinerinnen-Orden schließlich enteignet, jedoch nicht offiziell durch die Stadt Stuttgart übernommen. Für das durchschnittlich mit 220 Soldaten belegte Hospital setzte die Stadtverwaltung einen Stabsarzt zur Hausleitung ein. Zudem wurde die Belegschaft um zwanzig NS-Schwestern (sogenannte „Braune Schwestern“) erweitert, die im Marienhospital unter eigener Führung ihr praktisches Jahr ableisteten. Dies wurde als Beginn einer politisch gewollten Ablösung der Barmherzigen Schwestern durch Personal der NS-Volkswohlfahrt angesehen. 1944 wurde ein Teil der Klinikgebäude bei Luftangriffen erheblich beschädigt.
Nach Kriegsende wurde der allgemeine Krankenhausbetrieb durch den vormaligen Träger wieder aufgenommen, während die Gebäude instandgesetzt wurden. Im Jahr 1990 wurde das moderne derzeitige Hauptgebäude Haus St. Maria in Betrieb genommen.

## Struktur
Mit 761 Betten gehört das Marienhospital heute zu den größten Kliniken der baden-württembergischen Landeshauptstadt Stuttgart. Menschen mit unterschiedlichsten Krankheitsbildern können sich in 21 Fachkliniken und 20 interdisziplinären Zentren behandeln lassen. Rund 2.000 Mitarbeiter versorgen pro Jahr etwa 30.000 Patienten stationär und 91.000 ambulant. Knapp 1.000 Kinder kommen in der Geburtshilfeabteilung zur Welt. 

### Fachkliniken

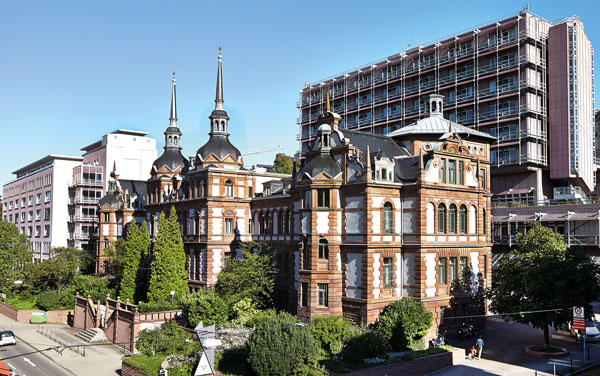
Das Marienhospital Stuttgart: im Vordergrund der Altbau, dahinter das Hauptgebäude St. Maria

Das Krankenhaus verfügt über mehrere Fachkliniken, hierzu gehören: 
- Allgemein-, Viszeral- und Thoraxchirurgie
- Allgemein- und Viszeralchirurgie
- Anästhesiologie, operative Intensivmedizin und Schmerzmedizin
- Gefäßchirurgie, vaskuläre und endovaskuläre Chirurgie
- Geriatrie
- Gynäkologie und Geburtshilfe
- Handchirurgie, Mikrochirurgie und rekonstruktive Brustchirurgie
- HNO-Heilkunde, Kopf- und Halschirurgie
- Innere Medizin 1, 2 und 3
- Mund-, Kiefer- und Gesichtschirurgie
- Neurologie
- Notfallmedizin
- Nuklearmedizin
- Orthopädie, Unfallchirurgie und Sporttraumatologie
- Palliativmedizin
- Plastische Gesichtschirurgie
- Psychosomatische Medizin und Psychotherapie
- Diagnostische und interventionelle Radiologie und Neuroradiologie
- Strahlentherapie und Palliativmedizin
- Thoraxchirurgie

### Interdisziplinäre Einrichtungen
Das Marienhospital verfügt über mehrere Einrichtungen, in denen verschiedene Fachbereiche interdisziplinär zusammenwirken. So gibt es eine regionale Stroke-Unit und eine Chest Pain Unit. Die Notfallversorgung wird ermöglicht durch ein regionales Traumazentrum, ein Gefäßzentrum (Aortennotfallversorgung), ein Zentrum für Schwerbrandverletzte sowie ein regionales Replantationszentrum. Im Onkologischen Zentrum sind sieben Organkrebszentren vereinigt, nämlich Brustzentrum, Darmzentrum, Gynäkologisches Krebszentrum, Hämatologisches Zentrum, Kopf-Hals-Tumorzentrum, Lungenzentrum und Pankreaszentrum. Zu den weiteren interdisziplinären Einrichtungen gehören außerdem das AltersTraumaZentrum, das Endoprothetikzentrum, das Myomzentrum, das Neuromuskuläre Zentrum, das Osteologische Schwerpunktzentrum, das Zentrum Plastische Chirurgie, das Shuntzentrum sowie das Wirbelsäulenzentrum.

### Therapeutische Abteilungen/Angebote
- Diabetesberatung
- Ergotherapie (ambulant und stationär)
- Ernährungs- und Diätberatung
- Hörzentrum
- Konzentrative Bewegungstherapie (ambulant und stationär)
- Kunsttherapie (ambulant und stationär)
- Logopädie (ambulant und stationär)
- Phoniatrie und Pädaudiologie
- Physiotherapie (ambulant und stationär)
- Schmerzmedizin (ambulant und stationär)
- Stoma- und Inkontinenztherapie
- Zilgrei (ambulant und stationär)

### Medizinische Großgeräte
Das Marienhospital legt seit jeher einen Schwerpunkt auf eine zeitgemäße Ausstattung, um Diagnostik und Therapie nach aktuellem Stand ausführen zu können. So wurde bereits im Jahr 1905 elektrisches Licht eingerichtet. Mit der Anschaffung eines Röntgengeräts im Jahr 1908 war das Marienhospital eines der ersten deutschen Krankenhäuser, die über ein derart modernes Gerät verfügten. Heute ist das Marienhospital wie folgt ausgestattet: Sonografie einschließlich farbkodierter Duplexsonografie, zwei moderne Röntgen-Durchleuchtungsgeräte (Flachdetektor 3D-Rotationsangiografie Clarity), Mammografie und Tomosynthese (digitale Mammo- mit Liegendstereotaxie). Als weitere medizinische Großgeräte sind zwei Computertomografen (256-Zeilen-Spiralcomputertomograf, 64-Zeilen-Computertomograf), eine Gammakamera, zwei Linearbeschleuniger, ein Linksherzkatheter-Messplatz, zwei Magnetresonanztomografen (3.0 Tesla-MRT, 1.5 Tesla-MRT), ein Positronenemissionstomograf-Computertomograf (PET-CT) und ein Single-Photon-Emissionscomputertomograf vorhanden.

## Aus-, Fort- und Weiterbildungsangebote
Das Marienhospital ist Ausbildungsanbieter für viele pflegerischen und medizinischen Berufszweige sowie für Verwaltung und IT. Darüber hinaus stellt das Marienhospital Angebote zur Fort- und Weiterbildung des medizinischen und des pflegerischen Personals zur Verfügung. Angeboten werden Fachkundelehrgänge in der Technischen Sterilisationsassistenz, Weiterbildungen zur Intensivpflege und Anästhesie, zur Speziellen Schmerzpflege, zur MFA in der Notaufnahme, in der Notfallpflege und in Palliative Care. Zudem gibt es Praxisanleitungen im Pflege- und Funktionsbereich sowie im Gesundheitswesen und verschiedene Kurse zur Strahlentherapie.
Im Rahmen der im Jahr 2021 akademisierten Hebammenausbildung bietet das Marienhospital Möglichkeiten für die Absolvierung des praktischen Teils des Studiengangs. Jährlich gehen hieraus zehn Hebammen hervor. In den drei Kreißsälen des Marienhospitals kommen jährlich rund 1.000 Kinder zur Welt.

## Medizinisches Versorgungszentrum (MVZ)
Dem Marienhospital ist ein Medizinisches Versorgungszentrum (MVZ) angegliedert, in dem Patienten in mehreren medizinischen Bereichen fachärztlich versorgt werden können. Angeboten werden Behandlungen in den Bereichen Allgemein-, Gefäß- und Unfallchirurgie, Gynäkologischer Onkologie, HNO, Innere Medizin (Angiologie, Gastroenterologie, Rheumatologie) sowie Nuklearmedizin und Strahlentherapie. Die Vinzenz von Paul Kliniken gGmbH, Betreibergesellschaft des Krankenhauses, ist einziger Gesellschafter des MVZ am Marienhospital. Durch diese Nähe und die Unterbringung des MVZ in den Räumen des Krankenhauses soll die interdisziplinäre Zusammenarbeit zwischen den Fachbereichen gefördert und den Patienten ein unkomplizierter Übergang vom stationären zum ambulanten Bereich – oder ansdersherum – ermöglicht werden. Das MVZ ist bei der Kassenärztlichen Vereinigung mit den Fachbereichen Chirurgie, Gynäkologie, Nuklearmedizin, Innere Medizin und Strahlentherapie angemeldet.

## Kulturelle Bedeutung

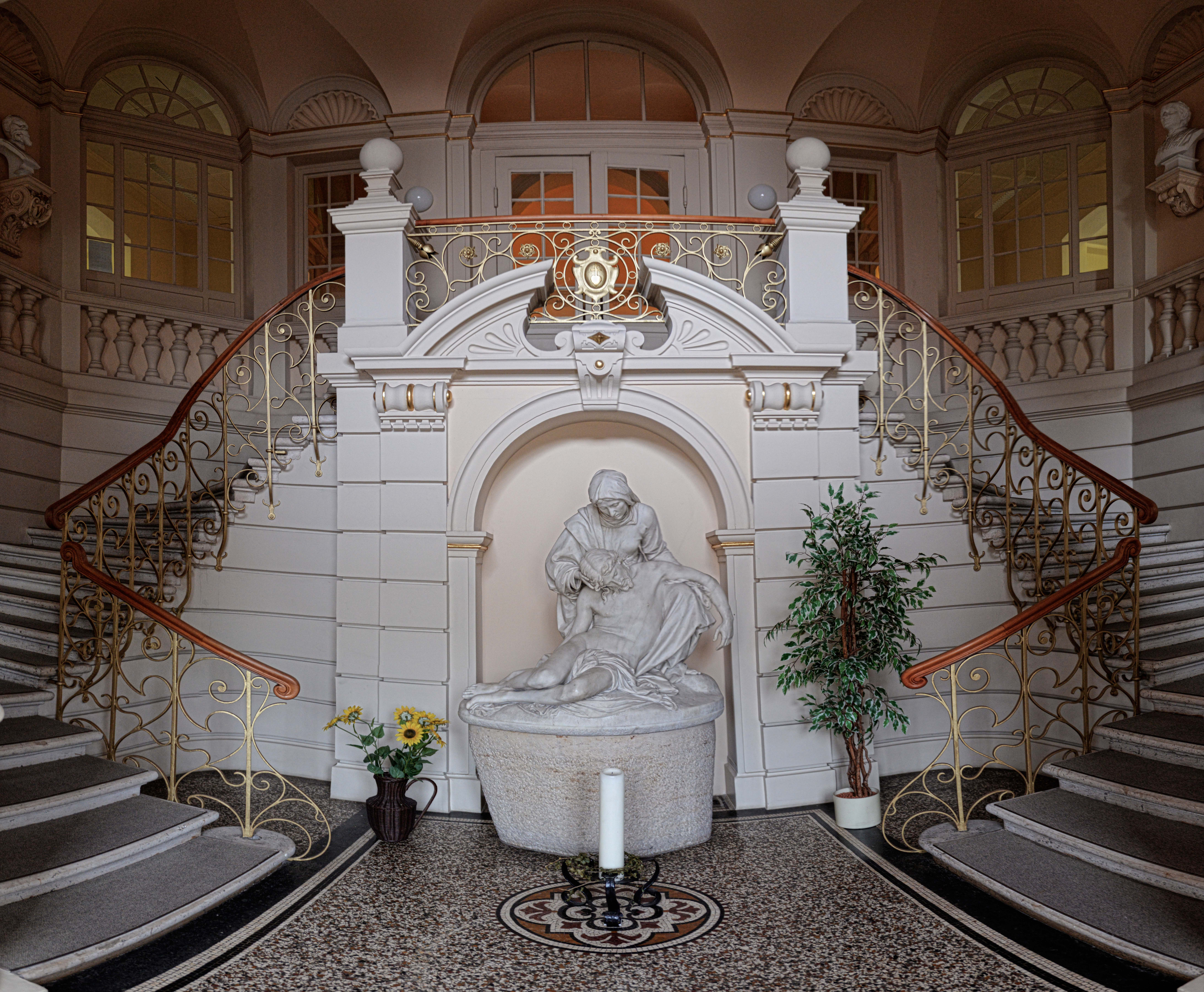
Pietà im Foyer des Alten Marienbaus von Joseph von Kopf

Die Pläne des ersten Krankenhaus-Baus stammten von dem Stuttgarter Architekten Robert von Reinhardt, der als Professor an der Technischen Hochschule Baugeschichte lehrte. Sein im Stil der Neorenaissance entworfener Bau mit schmückenden Türmchen und Rotunden wurde in der Öffentlichkeit als zu opulent und dem angedachten Nutzen unangemessen kritisiert. Reinhardt musste seinen Entwurf zudem aus Kostengründen zweimal ändern. Dieser Ursprungsbau wurde im Jahr 1984 unter Denkmalschutz gestellt, um einer Umgestaltung im Rahmen eines großangelegten Umbaus des Krankenhauses zuvorzukommen. Eine Weiternutzung wurde als sinnlos angesehen, weil das Gebäude als „technisch überholt“ eingeschätzt wurde und eine Sanierung zu aufwändig geworden wäre. Auch der damalige Stuttgarter Bürgermeister Manfred Rommel und das Landesdenkmalamt sprachen sich nicht gegen einen Abriss aus. Infolge eines koordinierten Protests von Bürgern und Denkmalschützern sowie der Intervention des Bischofs von Rottenburg-Stuttgart bei Ministerpräsident Lothar Späth gelang es schließlich, eine Einstufung als erhaltenswertes Baudenkmal zu erreichen.

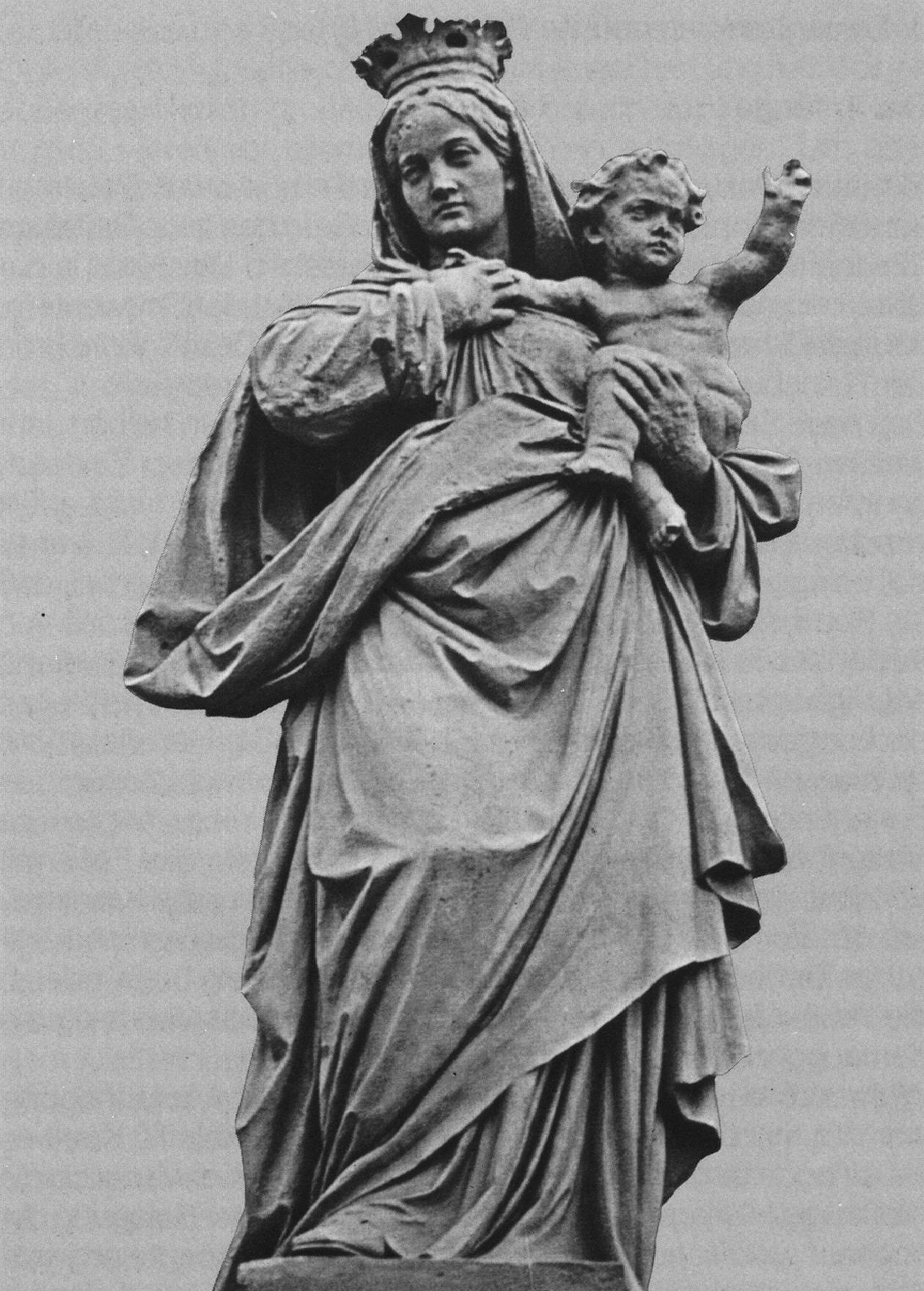
Maria mit Kind über dem Eingangsportal
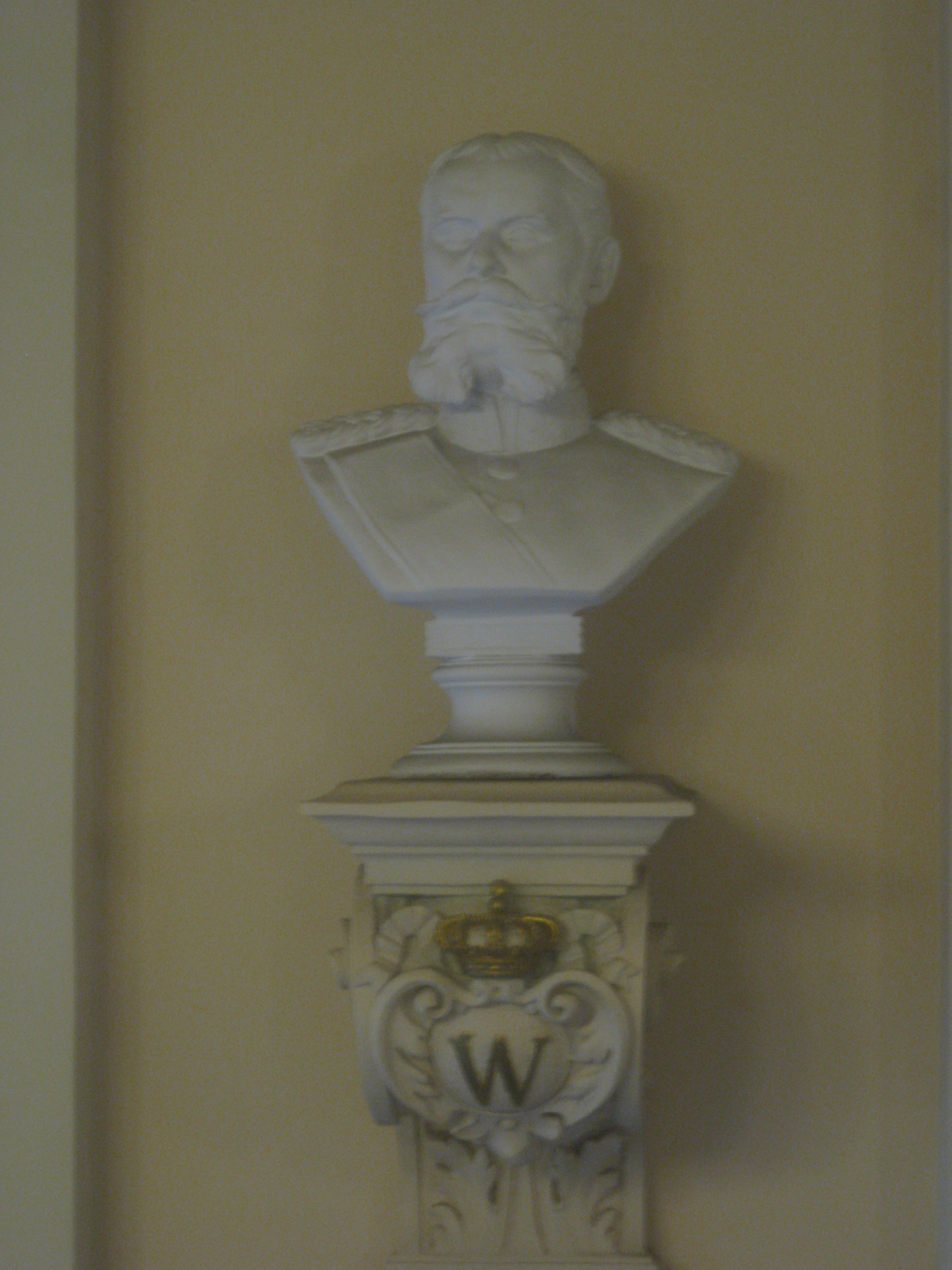
König Wilhelm II. von Württemberg
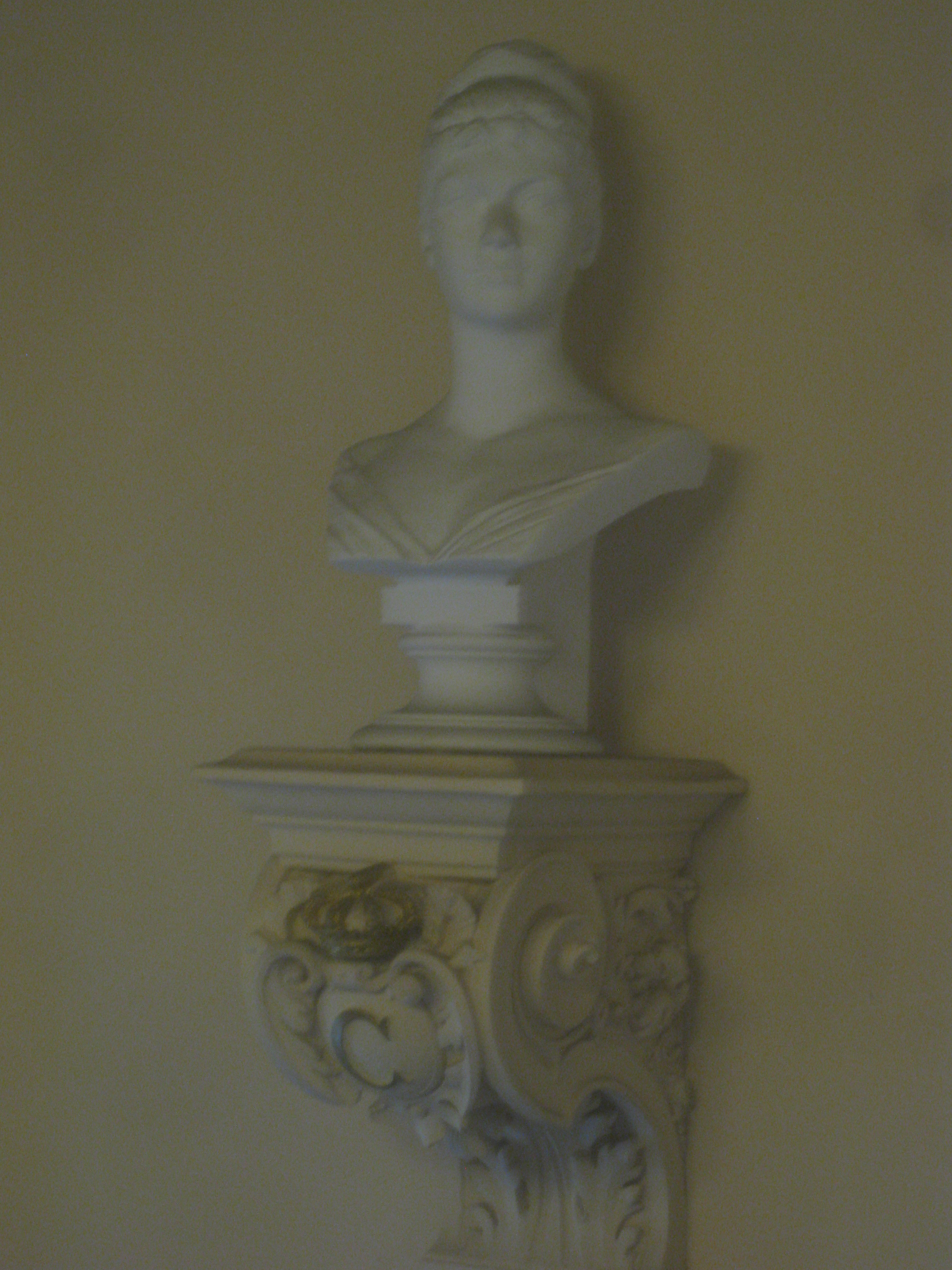
Königin Charlotte von Württemberg
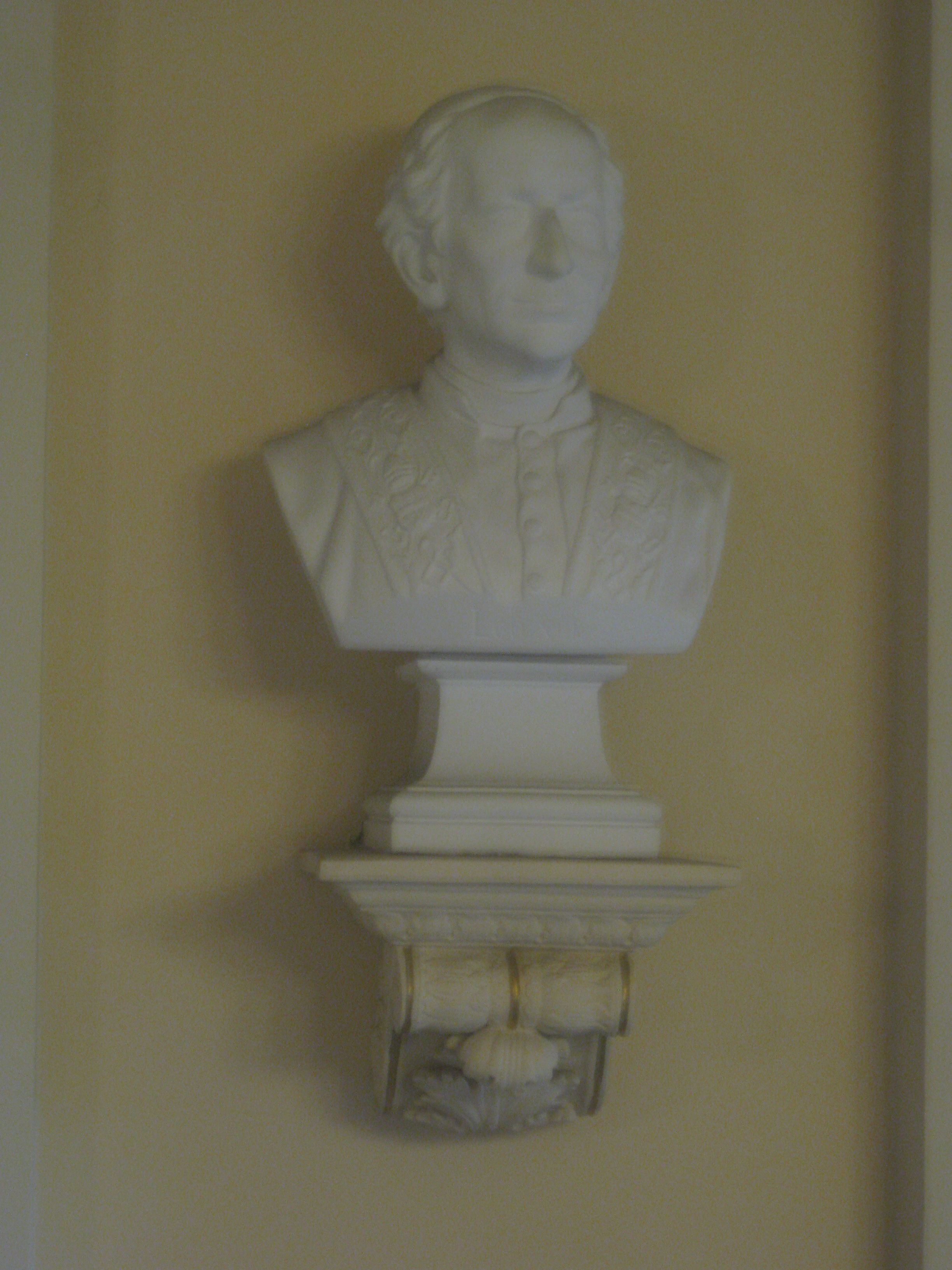
Heiliger Vinzenz von Paul

Neben den Besonderheiten der Architektur ist der historistsche Ursprungsbau Altes Marienhaus des Marienhospitals auch deshalb kunstgeschichtlich interessant, weil er mit einigen Kunstwerken ausgestattet ist. Über dem Eingangsportal steht eine lebensgroße Darstellung der Maria mit dem göttlichen Kind von Bildhauer Wilhelm Rösch, bauzeitlich ausgeführt in Kelheimer Kalkmarmor. Im Foyer hinter dem Hauptportal steht eine 2 m hohe und 1,50 m breite Pietà aus weißem Marmor, die der Badener Bildhauer Joseph von Kopf bereits im Jahr 1877 schuf. Im Treppenhaus finden sich lebensgroße Büsten aus weißem Marmor von der Hand unbekannter Künstler. Im Hauptgebäude des Marienhospitals finden regelmäßig Ausstellungen zeitgenössischer bildender Künstler aus Stuttgart und Umgebung statt.